# Semih Kaya
Semih Kaya (Bergama, 1991. február 24. –) török válogatott labdarúgó, a Sparta Praha játékosa.
A török válogatott tagjaként részt vett a 2016-os Európa-bajnokságon.

## Sikerei, díjai
Galatasaray
- Török bajnok (3): 2011–12, 2012–13, 2014–15
- Török kupa (3): 2013–14, 2014–15, 2015–16
- Török szuperkupa (3): 2012, 2013, 2015